# برادلي غريس
برادلي غريس (بالإنجليزية: Bradley Grace)‏ هو موسيقي وكاتب أغاني أيرلندي، ولد في 1982.